# HD 171746
HD 171746，又名BD+16 3560，SAO 103886、HR 6981，是一颗恒星，视星等为6.21，位于銀經46.5，銀緯11，其B1900.0坐标为赤經18h 31m 25.7s，赤緯+16° 11′ 45″。